# Großer Preis von Monaco 1970
Der Große Preis von Monaco 1970 (offiziell XXVIII Grand Prix de Monaco) fand am 10. Mai auf dem Circuit de Monaco in Monte Carlo statt und war das dritte Rennen der Automobil-Weltmeisterschaft 1970. Bei einer Leserwahl der Motorsport-Zeitschrift Motorsport aktuell im Dezember 2010 wurde der Grand Prix auf den zweiten Platz der Besten Formel-1-Rennen aller Zeiten gewählt.

## Berichte

### Hintergrund
Das Starterfeld wies im Vergleich zum Großen Preis von Spanien nur geringfügige Neuerungen auf. Eine davon war das Formel-1-Debüt von Ronnie Peterson in einem privat eingesetzten March 701.
Bei Lotus entschied man sich aufgrund von Erfahrungen, die man beim Spanien-Grand-Prix und zwei Wochen später bei einem nicht zur Weltmeisterschaft zählenden Rennen in Silverstone gemacht hatte, anstatt des neuen, noch unausgereiften Typ 72 den seit langem erprobten und seit fast drei Jahren eingesetzten Lotus 49 zu verwenden. Der neue Wagen wurde nur von John Miles einige Runden im Training bewegt.

### Training
Die erste Startreihe wurde durch zwei March-Ford von Jackie Stewart und Chris Amon gebildet. Dahinter starteten Denis Hulme und Jack Brabham.

### Rennen
Stewart nutzte seine Pole-Position, um in Führung zu gehen. Hinter ihm folgten Amon, Brabham, Jacky Ickx und Jean-Pierre Beltoise. Die einzige Veränderung innerhalb der ersten sechs Positionen war zunächst ein Überholmanöver von Beltoise gegen Ickx, bis beide nach gut einem Viertel der Renndistanz mit technischen Problemen ausgeschieden waren. Inzwischen hatte Brabham Amon überholt und sich so den zweiten Platz erkämpft.
Der technisch bedingte Ausfall Stewarts wenige Runden später brachte ihn kampflos in Führung. Die nun zwischen dem Führenden und Jochen Rindt liegenden Amon und Hulme mussten ebenfalls aufgeben, so dass Rindt in der Endphase des Rennens neun Sekunden hinter Brabham lag und diesen Rückstand stetig verkürzte. In der allerletzten Kurve des Rennens verbremste sich Brabham während er einige Konkurrenten überrunden wollte und rutschte in die Strohballen am Streckenrand. Rindt wich aus, ging vorbei und siegte. Da Brabham nur leicht eingeschlagen war, konnte er das Rennen auf Rang zwei vor Henri Pescarolo beenden.

## Meldeliste
| Team                            | Nr. | Fahrer               | Chassis       | Motor                    | Reifen |
| ------------------------------- | --- | -------------------- | ------------- | ------------------------ | ------ |
| Rob Walker Racing Team          | 01  | Graham Hill          | Lotus 49C     | Ford Cosworth DFV 3.0 V8 | F      |
| Gold Leaf Team Lotus            | 02  | John Miles           | Lotus 72      | Ford Cosworth DFV 3.0 V8 | F      |
| Gold Leaf Team Lotus            | 02  | John Miles           | Lotus 49C     | Ford Cosworth DFV 3.0 V8 | F      |
| Gold Leaf Team Lotus            | 03  | Jochen Rindt         | Lotus 49C     | Ford Cosworth DFV 3.0 V8 | F      |
| Motor Racing Developments       | 05  | Jack Brabham         | Brabham BT33  | Ford Cosworth DFV 3.0 V8 | G      |
| Auto Motor und Sport            | 06  | Rolf Stommelen       | Brabham BT33  | Ford Cosworth DFV 3.0 V8 | G      |
| Equipe Matra Elf                | 08  | Jean-Pierre Beltoise | Matra MS120   | Matra MS12 3.0 V12       | G      |
| Equipe Matra Elf                | 09  | Henri Pescarolo      | Matra MS120   | Matra MS12 3.0 V12       | G      |
| Bruce McLaren Motor Racing      | 10  | Andrea de Adamich    | McLaren M7D   | Alfa Romeo T33 3.0 V8    | G      |
| Bruce McLaren Motor Racing      | 11  | Denis Hulme          | McLaren M14A  | Ford Cosworth DFV 3.0 V8 | G      |
| Bruce McLaren Motor Racing      | 12  | Bruce McLaren        | McLaren M14A  | Ford Cosworth DFV 3.0 V8 | G      |
| Team Surtees                    | 14  | John Surtees         | McLaren M7C   | Ford Cosworth DFV 3.0 V8 | F      |
| Yardley Team B.R.M.             | 15  | George Eaton         | BRM P153      | BRM P142 3.0 V12         | D      |
| Yardley Team B.R.M.             | 16  | Jackie Oliver        | BRM P153      | BRM P142 3.0 V12         | D      |
| Yardley Team B.R.M.             | 17  | Pedro Rodríguez      | BRM P153      | BRM P142 3.0 V12         | D      |
| March Engineering               | 19  | Joseph Siffert       | March 701     | Ford Cosworth DFV 3.0 V8 | F      |
| March Engineering               | 28  | Chris Amon           | March 701     | Ford Cosworth DFV 3.0 V8 | F      |
| Tyrrell Racing Organisation     | 20  | Johnny Servoz-Gavin  | March 701     | Ford Cosworth DFV 3.0 V8 | D      |
| Tyrrell Racing Organisation     | 21  | Jackie Stewart       | March 701     | Ford Cosworth DFV 3.0 V8 | D      |
| Antique Automobiles Racing Team | 23  | Ronnie Peterson      | March 701     | Ford Cosworth DFV 3.0 V8 | G      |
| Frank Williams Racing Cars      | 24  | Piers Courage        | De Tomaso 505 | Ford Cosworth DFV 3.0 V8 | D      |
| Scuderia Ferrari SpA SEFAC      | 26  | Jacky Ickx           | Ferrari 312B  | Ferrari 001 3.0 F12      | F      |

Anmerkungen
1. ↑  Miles fuhr den Lotus 72 nur im Training.
2. ↑  Der Lotus 49C von Miles wurde nach dessen Nichtqualifikation im Rennen von Hill gefahren.

## Klassifikationen

### Startaufstellung
| Pos. | Fahrer               | Konstrukteur       | Zeit    | Ø-Geschwindigkeit | Start |
| ---- | -------------------- | ------------------ | ------- | ----------------- | ----- |
| 01   | Jackie Stewart       | March-Ford         | 1:24,0  | 134,786 km/h      | 01    |
| 02   | Chris Amon           | March-Ford         | 1:24,6  | 133,830 km/h      | 02    |
| 03   | Denis Hulme          | McLaren-Ford       | 1:25,1  | 133,043 km/h      | 03    |
| 04   | Jack Brabham         | Brabham-Ford       | 1:25,4  | 132,576 km/h      | 04    |
| 05   | Jacky Ickx           | Ferrari            | 1:25,5  | 132,421 km/h      | 05    |
| 06   | Jean-Pierre Beltoise | Matra              | 1:25,6  | 132,266 km/h      | 06    |
| 07   | Henri Pescarolo      | Matra              | 1:25,7  | 132,112 km/h      | 07    |
| 08   | Jochen Rindt         | Lotus-Ford         | 1:25,9  | 131,804 km/h      | 08    |
| 09   | Piers Courage        | De Tomaso-Ford     | 1:26,1  | 131,498 km/h      | 09    |
| 10   | Bruce McLaren        | McLaren-Ford       | 1:26,1  | 131,498 km/h      | 10    |
| 11   | Joseph Siffert       | March-Ford         | 1:26,2  | 131,346 km/h      | 11    |
| DNQ  | Rolf Stommelen       | Brabham-Ford       | 1:26,3  | 131,194 km/h      | –     |
| DNQ  | Andrea de Adamich    | McLaren-Alfa Romeo | 1:26,3  | 131,194 km/h      | –     |
| 14   | Graham Hill          | Lotus-Ford         | 1:26,83 | 130,438 km/h      | 17    |
| 15   | Ronnie Peterson      | March-Ford         | 1:26,8  | 130,438 km/h      | 13    |
| DNQ  | George Eaton         | B.R.M.             | 1:27,0  | 130,138 km/h      | –     |
| 17   | John Surtees         | McLaren-Ford       | 1:27,4  | 129,542 km/h      | 14    |
| DNQ  | John Miles           | Lotus-Ford         | 1:27,4  | 129,542 km/h      | –     |
| 19   | Jackie Oliver        | B.R.M.             | 1:27,5  | 129,394 km/h      | 15    |
| DNQ  | Johnny Servoz-Gavin  | March-Ford         | 1:28,1  | 128,513 km/h      | –     |
| 21   | Pedro Rodríguez      | B.R.M.             | 1:28,8  | 127,500 km/h      | 16    |

Anmerkungen
1. ↑  Da Hill im Wagen von Miles startete, wurde ihm die mit seinem eigenen Fahrzeug erreichte Trainingszeit aberkannt und er musste vom letzten Platz starten. Sein ursprünglicher Startplatz 12 blieb leer.

### Rennen
| Pos. | Fahrer               | Konstrukteur   | Runden | Stopps | Zeit       | Start | Schnellste Runde |
| ---- | -------------------- | -------------- | ------ | ------ | ---------- | ----- | ---------------- |
| 01   | Jochen Rindt         | Lotus-Ford     | 80     | 0      | 1:54;37,4  | 08    | 1:23,2 (80.)     |
| 02   | Jack Brabham         | Brabham-Ford   | 80     | 0      | + 23,1     | 04    | 1:24,4           |
| 03   | Henri Pescarolo      | Matra          | 80     | 0      | + 51,4     | 07    | 1:24,9           |
| 04   | Denis Hulme          | McLaren-Ford   | 80     | 0      | + 1:28,3   | 03    | 1:25,0           |
| 05   | Graham Hill          | Lotus-Ford     | 79     | 0      | + 1 Runde  | 17    | 1:25,1           |
| 06   | Pedro Rodríguez      | B.R.M.         | 78     | 1      | + 2 Runden | 16    | 1:25,4           |
| 07   | Ronnie Peterson      | March-Ford     | 78     | 0      | + 2 Runden | 13    | 1:27,6           |
| 08   | Joseph Siffert       | March-Ford     | 76     | 0      | DNF        | 11    | 1:24,1           |
| –    | Chris Amon           | March-Ford     | 60     | 0      | DNF        | 02    | 1:24,3           |
| –    | Piers Courage        | De Tomaso-Ford | 58     | 0      | NC         | 09    | 1:24,9           |
| –    | Jackie Stewart       | March-Ford     | 57     | 1      | DNF        | 01    | 1:24,4           |
| –    | Jackie Oliver        | B.R.M.         | 42     | 0      | DNF        | 15    | 1:26,2           |
| –    | Jean-Pierre Beltoise | Matra          | 21     | 0      | DNF        | 06    | 1:26,0           |
| –    | Bruce McLaren        | McLaren-Ford   | 19     | 0      | DNF        | 10    | 1:26,4           |
| –    | John Surtees         | McLaren-Ford   | 14     | 0      | DNF        | 14    | 1:27,9           |
| –    | Jacky Ickx           | Ferrari        | 11     | 0      | DNF        | 05    | 1:26,6           |

## WM-Stände nach dem Rennen
Die ersten sechs des Rennens bekamen 9, 6, 4, 3, 2, 1 Punkt(e). Die besten sechs Ergebnisse der ersten sieben und die besten fünf der letzten sechs Rennen zählten zur Meisterschaft. In der Konstrukteurswertung zählten dabei nur die Punkte des bestplatzierten Fahrers eines Teams.

### Fahrerwertung
| Pos. | Fahrer               | Konstrukteur | Punkte |
| ---- | -------------------- | ------------ | ------ |
| 01   | Jack Brabham         | Brabham-Ford | 15     |
| 02   | Jackie Stewart       | March-Ford   | 13     |
| 03   | Jochen Rindt         | Lotus-Ford   | 9      |
| 04   | Denis Hulme          | McLaren-Ford | 9      |
| 05   | Bruce McLaren        | McLaren-Ford | 6      |
| 06   | Graham Hill          | Lotus-Ford   | 6      |
| 07   | Henri Pescarolo      | Matra        | 4      |
| 08   | Mario Andretti       | March-Ford   | 4      |
| 09   | Jean-Pierre Beltoise | Matra        | 3      |
| 10   | John Miles           | Lotus-Ford   | 2      |
| 11   | Johnny Servoz-Gavin  | March-Ford   | 2      |
| 12   | Pedro Rodríguez      | B.R.M.       | 1      |

| Pos. | Fahrer          | Konstrukteur   | Punkte |
| ---- | --------------- | -------------- | ------ |
| 13   | Ronnie Peterson | March-Ford     | 0      |
| 14   | John Love       | Lotus-Ford     | 0      |
| 15   | Joseph Siffert  | Brabham-Ford   | 0      |
| 16   | Peter de Klerk  | Lotus-Ford     | 0      |
| 17   | Dave Charlton   | Lotus-Ford     | 0      |
| –    | Jacky Ickx      | Ferrari        | 0      |
| –    | John Surtees    | McLaren-Ford   | 0      |
| –    | George Eaton    | B.R.M.         | 0      |
| –    | Piers Courage   | De Tomaso-Ford | 0      |
| –    | Rolf Stommelen  | Brabham-Ford   | 0      |
| –    | Jackie Oliver   | B.R.M.         | 0      |
| –    | Chris Amon      | March-Ford     | 0      |

### Konstrukteurswertung
| Pos. | Konstrukteur | Punkte |
| ---- | ------------ | ------ |
| 01   | Brabham-Ford | 15     |
| 02   | McLaren-Ford | 15     |
| 03   | Lotus-Ford   | 14     |
| 04   | March-Ford   | 13     |

| Pos. | Konstrukteur   | Punkte |
| ---- | -------------- | ------ |
| 05   | Matra          | 7      |
| 06   | B.R.M.         | 1      |
| –    | Ferrari        | 0      |
| –    | De Tomaso-Ford | 0      |